# Janet Jackson (альбом)
Janet Jackson — дебютный студийный альбом американской певицы Джанет Джексон, выпущенный 21 сентября 1982 года на лейбле A&M. Карьера Джексон как певицы была создана её отцом и менеджером Джозефом Джексоном, который подписал её контракт со звукозаписывающей компанией A&M.
Музыкальное содержание альбома содержит бабблгам-поп композиции с элементами диско и фанка. Тексты Анджелы Уинбуш и Рене Мура способствовали лирическому разнообразию тематики альбома. Мур и Уинбуш стали продюсерами наряду с Фостером Сильверсом, Джерри Уивером, и Бобби Уотсоном. Janet Jackson дебютировал под номером шесть в чарте Billboard Top R&B/Hip-Hop Albums и её сингл «Young Love» достиг шестой строчки в чарте Hot R&B/Hip-Hop Songs.

## Предыстория
В возрасте 10 лет Джанет была принята в актёрский состав сериала Good Times на роль Пэнни, ребёнка, подвергавшегося жесткому обращению со стороны матери и отчаянно нуждавшегося в любви. Согласно автобиографии Джанет, True You, она не хотела заниматься съёмками. Она не хотела быть вдали от семьи, к тому же на телевидении её тело было подвергнуто критике. «Ещё до начала съёмок мне сказали две вещи: я была толстой и выглядела слишком развитой, из-за чего мне нужно было перевязывать грудь», говорит Джанет. «Однако, я поняла одно — чтобы быть успешной, нужно меняться». Несмотря на тяжёлую работу, Джанет признаётся в книге, что благодаря успеху своей роли, она смогла повысить свою самооценку и добиться чего-то самостоятельно, независимо от своей знаменитой семьи. В начале 80-х Джанет также получила второстепенную роль Шарлин в сериале Diff’rent Strokes. В рамках промокампании альбома в одном из эпизодов этого сериала Джанет исполнила отрывок песни «The Magic Is Working».
Альбом был выпущен 21 сентября 1982 года на лейбле A&M Records. Газета Baltimore Afro-American в своей заметке об этой работе сообщала, что при записи Джексон не обращалась за помощью к своей семье и полагалась «исключительно на свой собственный талант» и свой «уравновешенный голос активной личности».
В автобиографии Джанет говорит: «Это правда, что моя музыкальная карьера началась с толчка. Я была согласна с помощью. Я соглашалась с программой. Я вошла в студию подростком и пела под руководством Рене Мура и Анджелы Уинбуш. Были выпущены синглы. „Young Love“ был популярен среди молодежи, но мои отношения не имели успеха как песня. […] Идея обложки пришла ко мне, когда я увидела фотографию Элизабет Тейлор, сделанную в начале её карьеры. Она была в бассейне. Можно было увидеть только её лицо над водой; тело было скрыто. Мне нравилась эта поза, и я была рада, что могу ничего не показывать, кроме своего лица. Мой лейбл нанял известного голливудского фотографа Гарри Лэнгдона, самого милого человека в мире, чтобы он снял фото для обложки. Он точно знал, чего я хотела, однако съёмка была для меня достаточно трудной. При фотографе, его помощнике и ещё нескольких людях вокруг бассейна у дома моей семьи я отказывалась снимать и одежду и появляться в купальнике. Я была слишком стеснительна, чтобы попросить всех отвернуться, поэтому как только все были чем-то отвлечены, я быстро проскользнула в воду. Мы скопировали оригинальную позу Элизабет Тейлор и сделали ещё много различных снимков. Когда Лэнгдон получил то, что хотел, я ждала в воде, когда все уйдут, чтобы выйти из бассейна. По сегодняшним стандартам, Janet Jackson был достаточно успешной записью с продажами более 300 тыс. копий. Но по стандартам 1982 года это был провал. Все обсуждали эту неудачу. И это, конечно, не приблизило меня к успеху моих братьев».

## Восприятие
В 1982 году американские профильные издания благосклонно отреагировали на дебютный лонгплей исполнительницы. Еженедельник Billboard называл её довольно смелым дебютом, «рвущимся прыжками вверх», и сравнивал певицу с молодой Дайаной Росс. Рецензия в Cashbox была столь же комплиментарна. Делался акцент на творческом вкладе семейства Сильверс и дуэта Рене Мура и Анджелы Уинбуш. Далее обозреватели сообщали, что особый интерес представляют песни собранные на второй стороне пластинки (кульминацией которых являлась рокерская «Come Give Your Love to Me»), и делали ошибочное заключение, что все они были написаны Муром и Уинбуш. В действительности массив песен, созданных ими, находился на первой стороне диска. Обзор Питера Сильвертона для британского поп-издания Smash Hits, опубликованный в феврале 1983 года, напротив, отличался своей едкостью и скептицизмом: «Когда я увидел список участников записи, соперничающий по своему объёму с Оксфордским словарём английского языка (одних только хлопальщиков в ладоши в нём было не менее девяти), у меня появились сомнения, которые впоследствии подтвердились. Безнадёжно банальная соул-пластинка от сестрёнки Майкла Джей».
Спустя годы эта критическая оценка раннего творчества артистки возобладала. Стивен Томас Эрлевайн из AllMusic поставил две звезды из пяти, написав, что «на своём одноимённом дебютном альбоме Джанет Джексон не демонстрирует никакой собственной музыкальной индивидуальности. Если бы её продюсеры создали более резкий набор песен и более интересные биты, альбом, возможно, смог бы стать приятным набором солнечного дэнс-попа, но в таком виде только „Young Love“ выделяется среди ничем не примечательных околодисковых номеров типа „два притопа, три прихлопа“ и сентиментальных баллад». Энциклопедии Encyclopedia of Popular Music и The Rolling Stone Album Guide также поставили Janet Jackson низкие оценки.

## Список композиций
| №  | Название                               | Автор(ы)                                    | Продюсер(ы)                            | Длительность |
| -- | -------------------------------------- | ------------------------------------------- | -------------------------------------- | ------------ |
| 1. | «Say You Do»                           | Рене Мур, Анджела Уинбуш                    | Бобби Уотсон, Рене Мур, Анджела Уинбуш | 6:48         |
| 2. | «You’ll Never Find (A Love Like Mine)» | Рене Мур, Анджела Уинбуш                    | Бобби Уотсон, Рене Мур, Анджела Уинбуш | 4:09         |
| 3. | «Young Love»                           | Рене Мур, Анджела Уинбуш                    | Бобби Уотсон, Рене Мур, Анджела Уинбуш | 4:56         |
| 4. | «Love and My Best Friend»              | Рене Мур, Анджела Уинбуш                    | Бобби Уотсон, Рене Мур, Анджела Уинбуш | 4:47         |
| 5. | «Don’t Mess Up This Good Thing»        | Уорделл Поттс мл., Барри Сарна, Дана Мейерс | Фостер Сильверс, Джерри Уивер          | 3:53         |
| 6. | «Forever Yours»                        | Филипп Ингрэм, Аттала Зейн Джайлз           | Джерри Уивер, Чармейн Сильверс         | 4:57         |
| 7. | «The Magic Is Working»                 | Дори Прайд, Джин Дозье                      | Джерри Уивер, Фостер Сильверс          | 4:09         |
| 8. | «Come Give Your Love to Me»            | Глен Барби, Чармейн Сильверс                | Фостер Сильверс, Джерри Уивер          | 5:03         |

## Участники записи
Приведены по сведениям базы данных Discogs, нумерация треков указана по изданию в формате компакт-диска.
- Джанет Джексон — ведущий вокал

| Музыканты: - Бобби Уотсон — бас-гитара (в песнях 1—4) - Джеймс Джеймерсон мл. — бас-гитара (в песнях 1—4) - Леон Сильверс III — бас-гитара (в песнях 5, 7) - Рики Смит — бас-гитара (в песнях 6, 7), струнный синтезатор (в песне 6) - Фостер Сильверс — синтезатор (в песне 8), бас-гитара (в песне 8), ударные (в песне 8), ритм-аранжировки (в песне 8) - Патрисия Сильверс — синтезатор (в песне 8), бэк-вокал (в песнях 5—8) - Марло Хендерсон — гитара (в песнях 1—4) - Грег Мур — гитара (в песнях 1—4) - Тони Мейден — гитара (в песнях 1—4) - Майкл МакГлури — гитара (в песнях 1—4) - Фред Дженкинс — акустическая гитара (в песне 6), гитара (в песне 7) - Пеппер Рид — акустическая гитара (в песне 6), гитара (в песнях 5, 7, 8) - Паулинью да Кошта — перкуссия (в песнях 1—4) - Эдмунд Сильверс — перкуссия (в песнях 6, 7) - Мелвин Уэбб — перкуссия (в песнях 6, 7) - Андре Фишер — ударные (в песнях 1—4) - Джон Робинсон — ударные (в песнях 1—4) - Уорделл Поттс мл. — ударные (в песнях 5—7), ритм-аранжировки (в песне 5) - Рене Мур — клавишные (в песнях 1—4), бэк-вокал (в песнях 1—4), хлопки в ладоши (в песнях 1—4), ритм-аранжировки (в песнях 1—4), бас Moog (в песнях 1—4) - Анджела Уинбуш — клавишные (в песнях 1—4), бэк-вокал (в песнях 1—4), ритм-аранжировки (в песнях 1—4) - Филипп Ингрэм — клавишные (в песне 6), струнный синтезатор (в песне 6), бэк-вокал (в песне 7) | Музыканты: - Джои Галло — клавишные (в песне 7), синтезатор (в песне 5) - Эдди Флюллен — струнный синтезатор (в песне 6) - Джеральд Винчи — скрипка (в песнях 1—4) - Джерри Хей — аранжировки духовой секции (в песнях 1—4) - Джин Дозье — клавишные (в песне 7), аранжировки духовой секции (в песнях 5—7), аранжировки струнной секции (в песнях 5—7) - Бенджамин Райт — аранжировки струнной секции (в песнях 1, 3, 4) - Джефф Лорбер — синтезаторы (в песнях 1—4) - Барри Сарна — синтезаторы (в песне 5) - Иэн Андервуд — синтезаторы (в песнях 1—4) - Джерри Уивер — ритм-аранжировки (в песнях 6, 7), синтезаторы (в песне 7), хлопки в ладоши (в песне 7) - Аттала Зейн Джайлз — бэк-вокал (в песне 7) - Винсент Брантли — хлопки в ладоши (в песне 7) - Моника Джой Роудс — хлопки в ладоши (в песне 7) - Венделл К. Веллман — хлопки в ладоши (в песне 7) - Деррик Макдауэлл — хлопки в ладоши (в песне 7) - Майкл Норфлит — синтезаторы (в песне 7), хлопки в ладоши (в песне 7) - Дервин Саттл — хлопки в ладоши (в песнях 1—4) - Эмброуз Прайс — хлопки в ладоши (в песнях 1—4) - Дана Мейерс — бэк-вокал (в песнях 5—8), бэк-вокальные аранжировки (в песне 6) - Ховард Хьюитт — бэк-вокал (в песнях 5, 6, 8) - Джерри Найт — бэк-вокал (в песнях 1—4) |

| Технический персонал: - Бобби Уотсон — продюсер (в песнях 1—4) - Рене Мур — продюсер (в песнях 1—4) - Анджела Уинбуш — продюсер (в песнях 1—4) - Фостер Сильверс — продюсер (в песнях 5—8) - Джерри Уивер — продюсер (в песнях 5—8) - Боб Браун — звукоинженер (в песнях 5—8) - Джон Стронак — звукоинженер (в песнях 1—4) - Джон Ван Нест — звукоинженер (в песнях 1—4), ассистент по микшированию (в песне 3) - Стив Тьюм — звукоинженер (в песнях 1—4) - Таави Моте — дополнительный звукоинженер (в песне 7) | Технический персонал: - Стюарт Фурушо — дополнительный звукоинженер (в песне 7), ассистент по микшированию (в песнях 5—8) - Умберто Гатика — инженер микширования - Пегги МакКрири — ассистент по микшированию (в песнях 5—8) - Кирк Феррайоли — ассистент звукоинженера (в песнях 5—8) - Ния Ларк — ассистент звукоинженера (в песнях 5—8) - Уилл Грин — ассистент звукоинженера (в песнях 5—8) - Брайан Гарднер — мастеринг-инженер (в песнях 1—4) - Уолли Трауготт — мастеринг-инженер (в песнях 5—8) - Чак Бисон — арт-директор - Линн Робб — дизайнер - Гарри Лэнгдон — фотограф |

## Позиции в хит-парадах
Еженедельные чарты:
| Чарт (1982—1983)               | Высшая позиция | Пребывание |
| ------------------------------ | -------------- | ---------- |
| Новая Зеландия (RMNZ)          | 44             | 1 неделя   |
| США (Billboard Black LPs)      | 6              | 45 недель  |
| США (Billboard Top LPs & Tape) | 63             | 25 недель  |
| ЮАР (RISA)                     | 98             | нет данных |